# Wabash (Indiana)
Wabash es una ciudad ubicada en el condado de Wabash en el estado estadounidense de Indiana. En el Censo de 2010 tenía una población de 10666 habitantes y una densidad poblacional de 451,36 personas por km².

## Geografía
Wabash se encuentra ubicada en las coordenadas 40°48′9″N 85°49′57″O / 40.80250, -85.83250. Según la Oficina del Censo de los Estados Unidos, Wabash tiene una superficie total de 23.63 km², de la cual 23.01 km² corresponden a tierra firme y (2.61%) 0.62 km² es agua.

## Demografía
Según el censo de 2010, había 10666 personas residiendo en Wabash. La densidad de población era de 451,36 hab./km². De los 10666 habitantes, Wabash estaba compuesto por el 96.3% blancos, el 0.42% eran afroamericanos, el 0.98% eran amerindios, el 0.49% eran asiáticos, el 0% eran isleños del Pacífico, el 0.6% eran de otras razas y el 1.22% pertenecían a dos o más razas. Del total de la población el 1.95% eran hispanos o latinos de cualquier raza.

## Galería de imágenes

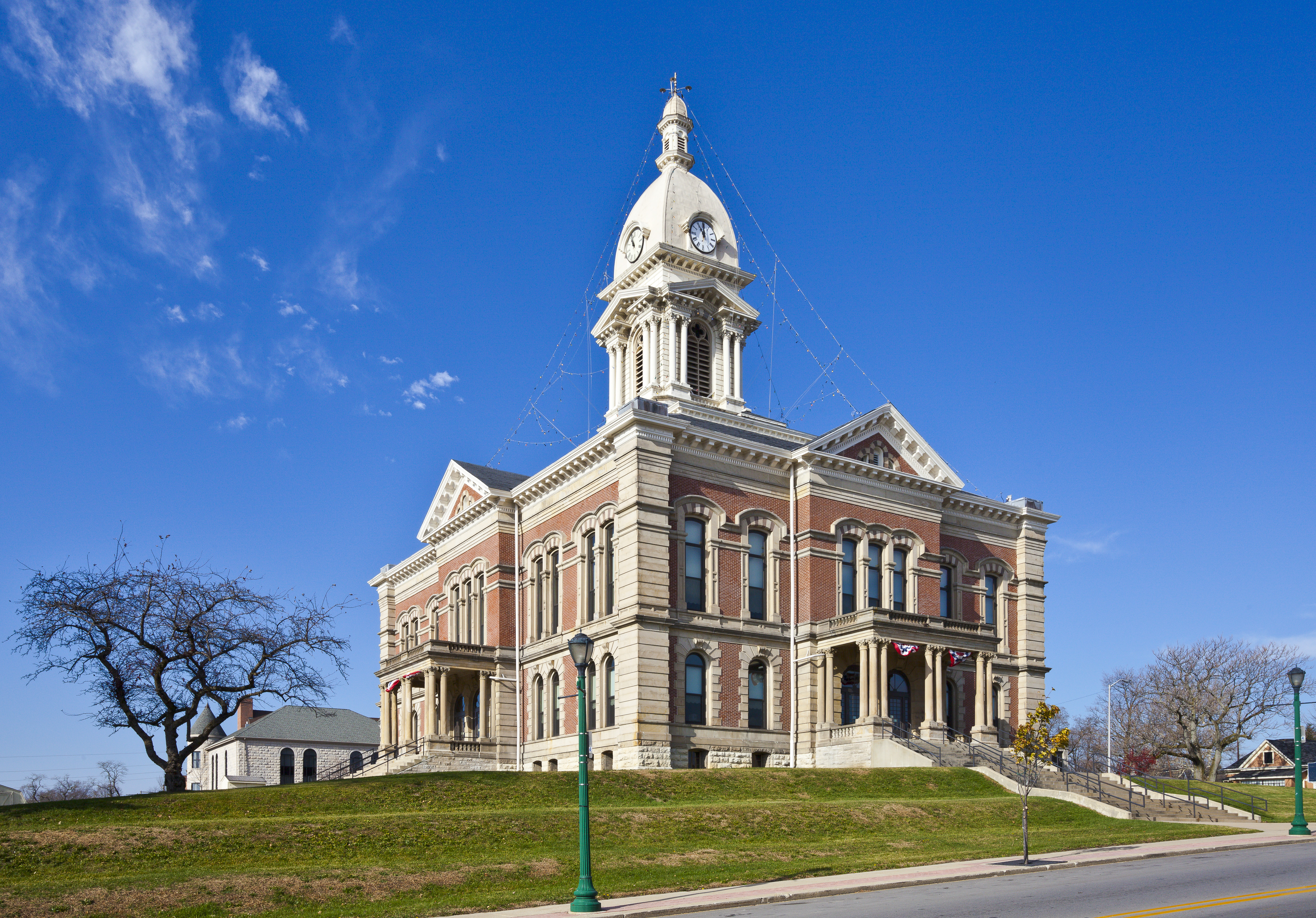
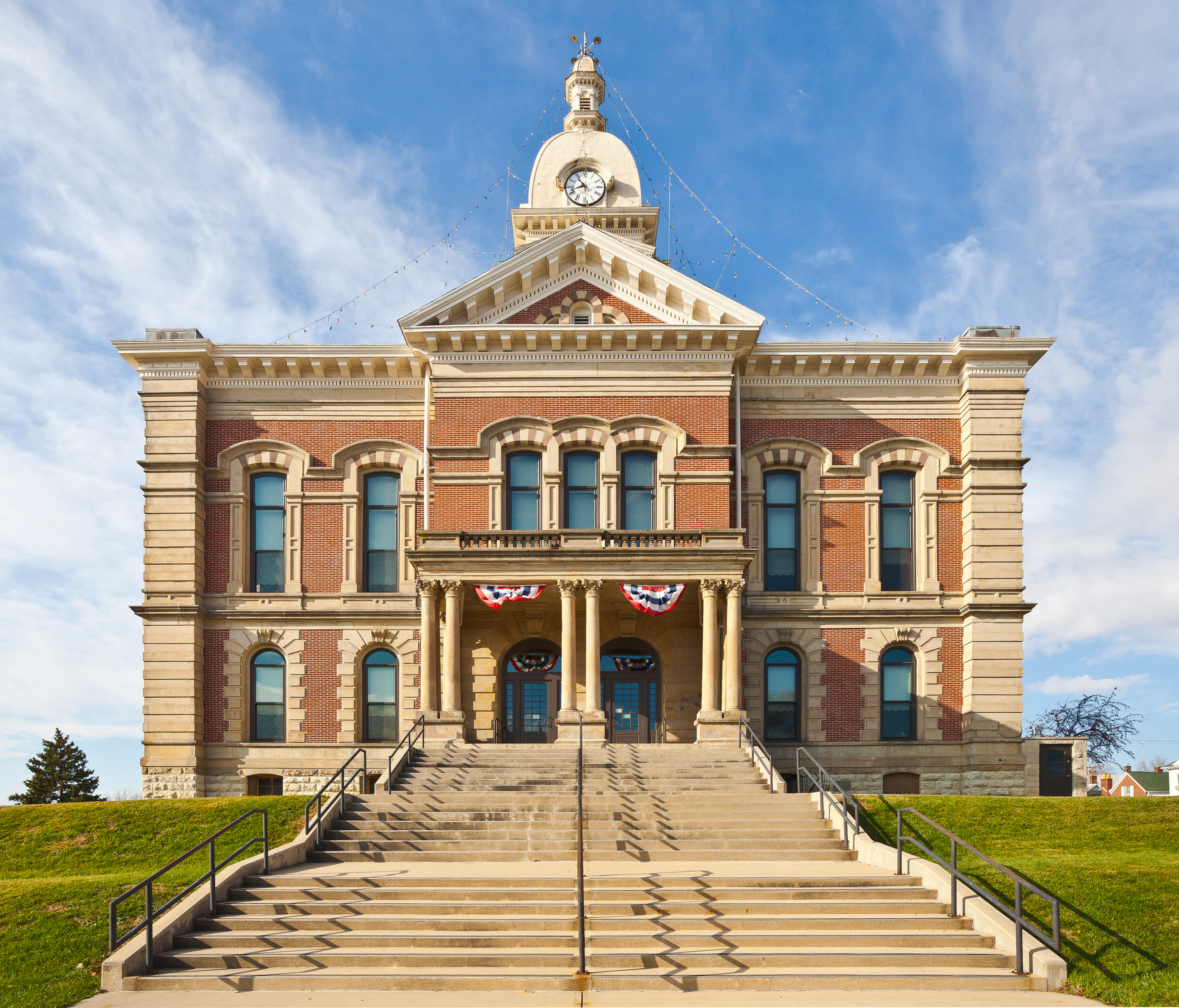
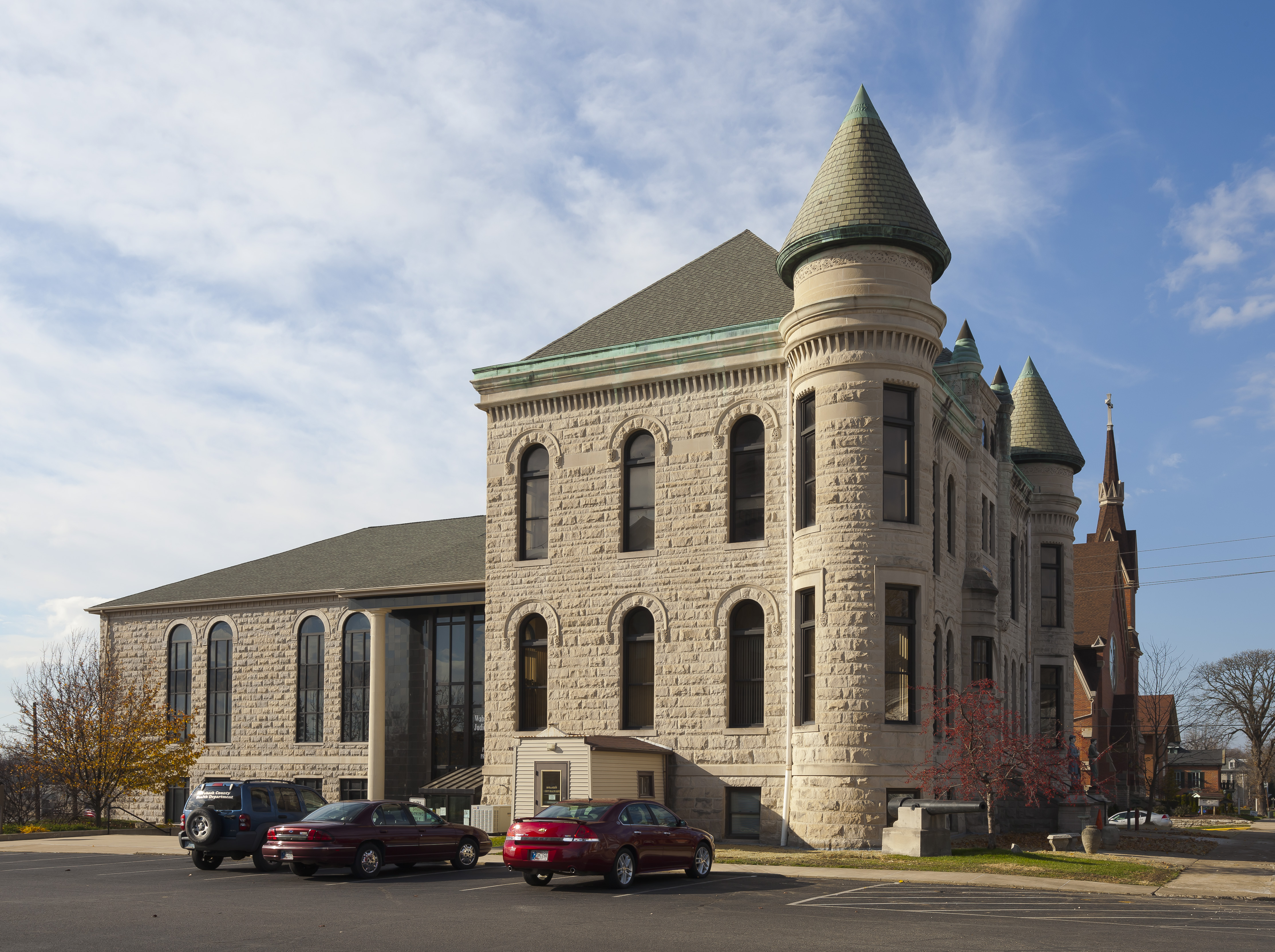
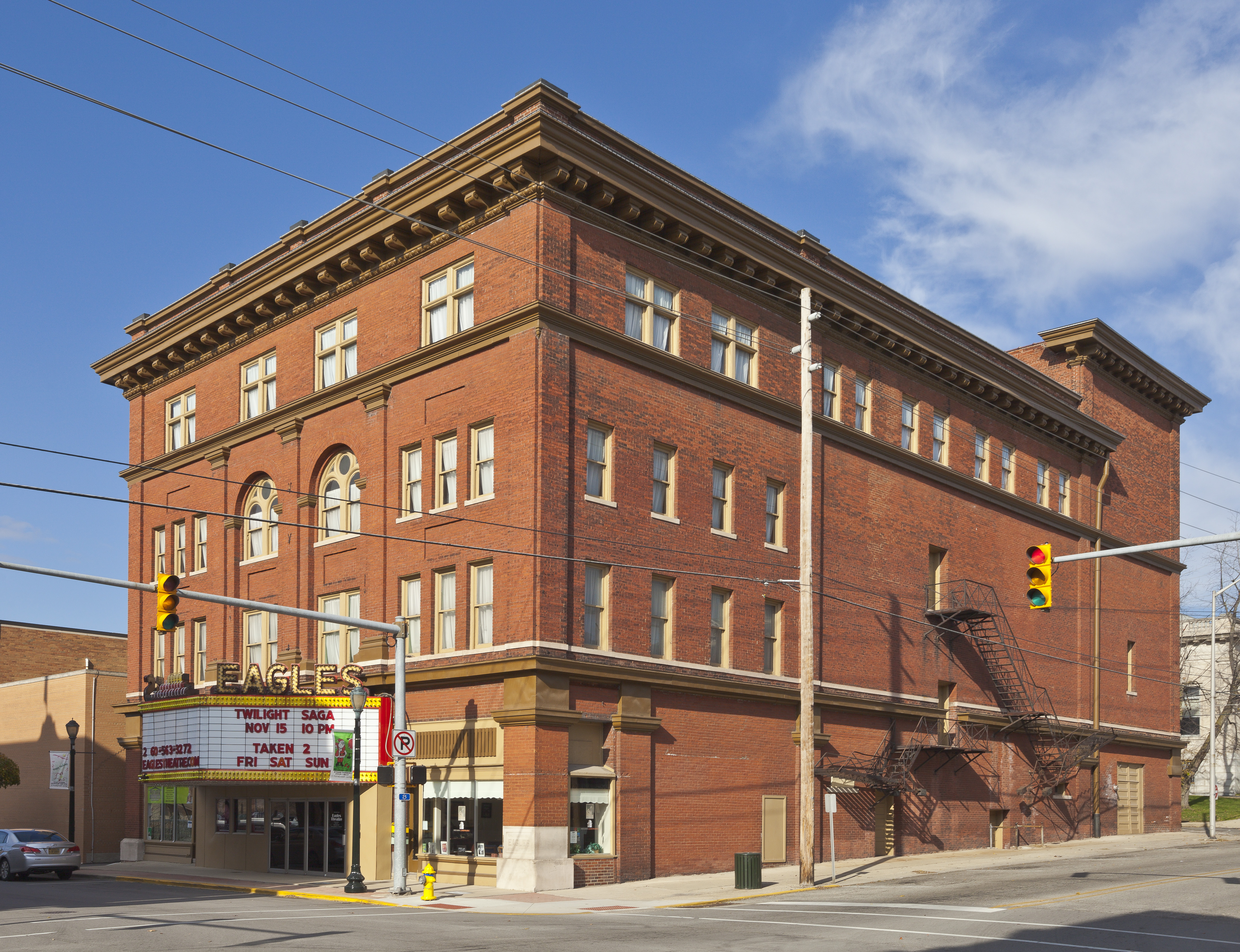
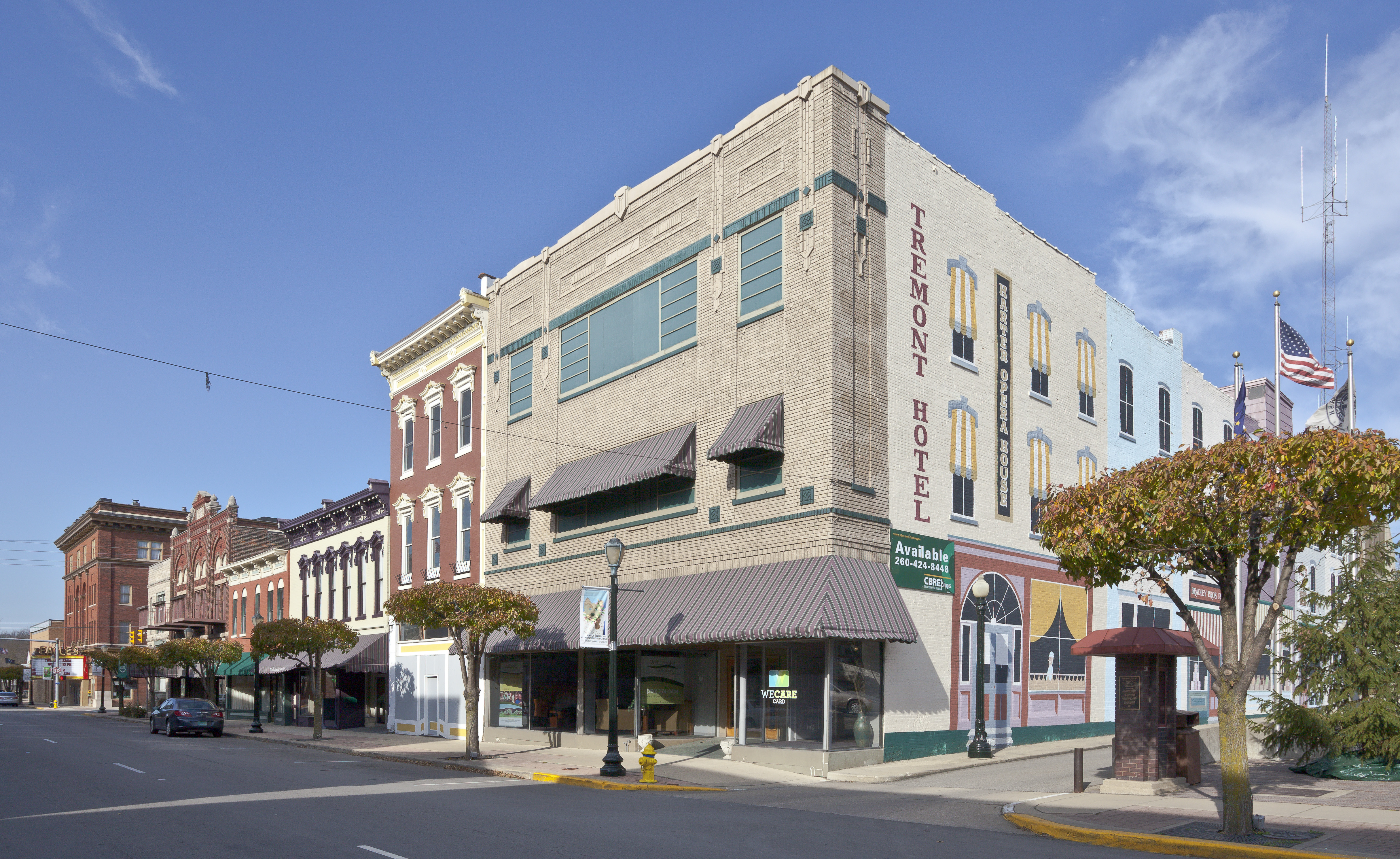
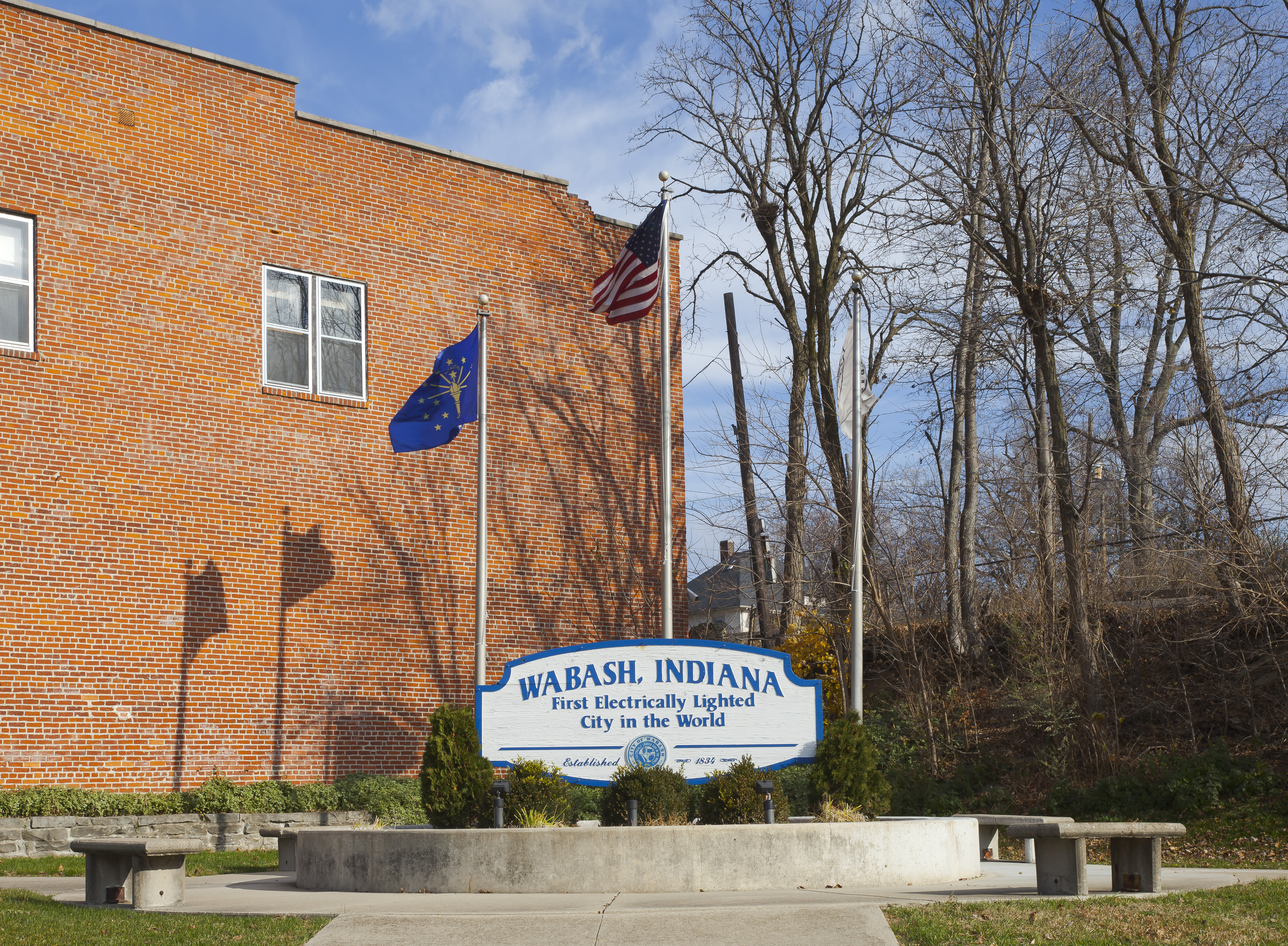
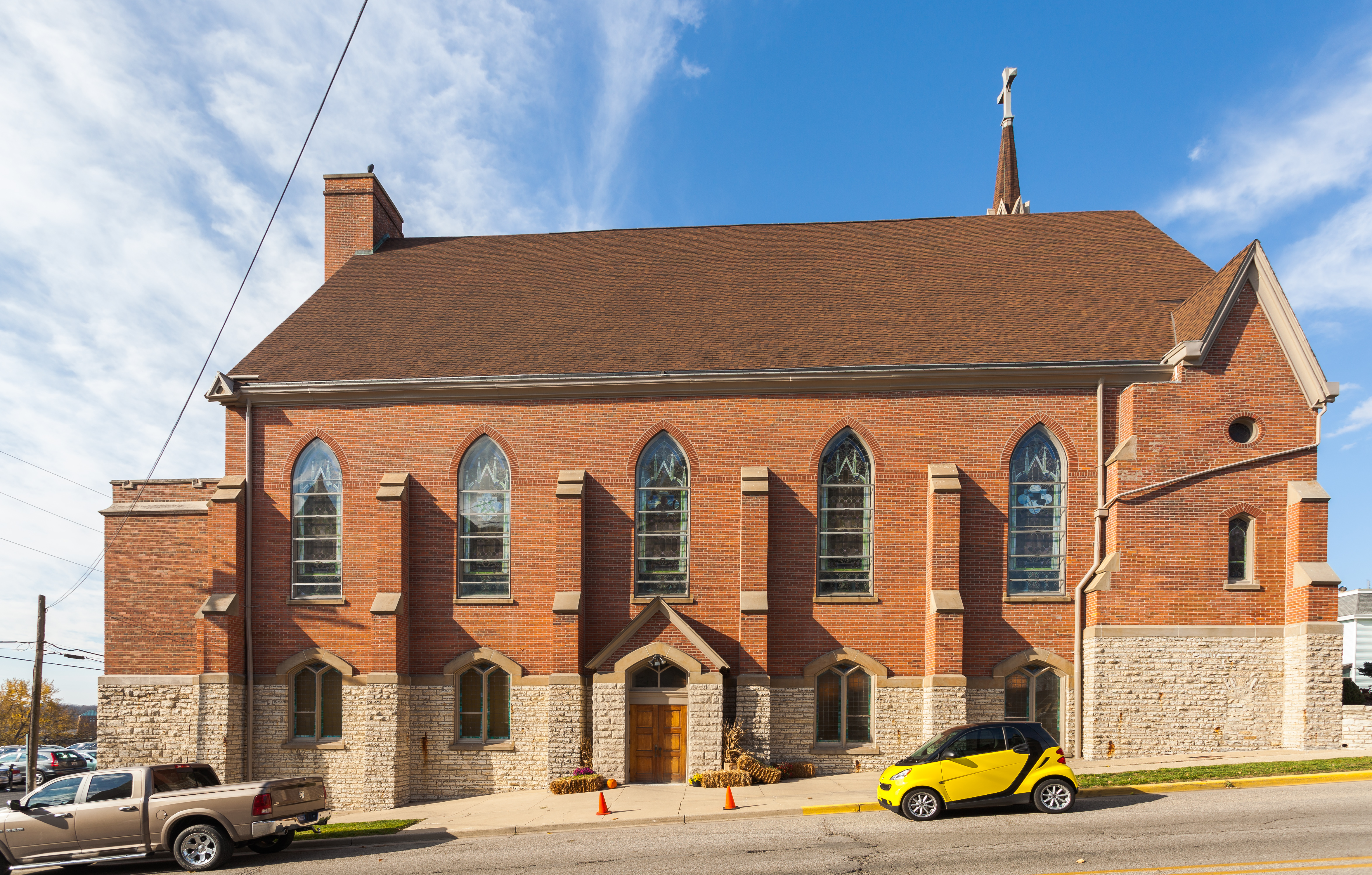